# グライダーパイロット章
グライダーパイロット章(ドイツ語: Segelflugzeugführerabzeichen)は、ナチス・ドイツの勲章。

## 概要
1940年12月16日にヘルマン・ゲーリングによって制定された。主としてドイツ空軍所属のパイロットの内、グライダーの飛行訓練を修了した者を授与対象とした。
制服の左胸ポケットに佩用した。基本的には金属製だが、戦闘服に佩用するため布で作成されたグライダーパイロット章も存在した。
グライダーパイロット章は縦55ミリ、横42ミリであり、中央で羽を広げる鷲の翼開長は53ミリである。
1957年、勲章法に基づき、ハーケンクロイツを削り取り非ナチ化されたグライダーパイロット章なら佩用が認められた。